# Mista’aravim
Mistaʿarevim (hebräisch מִסְתַּעַרְבִים Mistaʿar(ə)vīm, deutsch ‚sich Arabisierende‘ [im Plural]; oder nach Matti Friedman: jene, die als Araber durchgehen) bezeichnet heute verdeckt operierende militärische und polizeiliche Spezialeinheiten im vorstaatlichen Israel und in Israel. Mistaʿarevim-fähige Einheiten operieren getarnt als Araber bzw. Palästinenser vor allem in der Terrorismusbekämpfung. Historisch hatte die Bezeichnung Mistaʿerevim auch eine kulturelle Verwendung in jüdischen Gemeinden in arabischen Ländern.

## Geschichte
Die früheste Verwendung der Bezeichnung Mistaʿarevim geht auf jüdische Gemeinden in der arabischen Welt zurück. So bezeichneten sich beispielsweise Angehörige der alteingesessenen Familien der jüdischen Isaak-Gemeinde von Aleppo in Syrien als Mistaʿerevim bzw. als al-Jahud al-mustʿriba, um sich von den nach 1492 zugewanderten Juden aus Spanien, den Sephardim, zu unterscheiden.
Die ersten vorstaatlichen Mistaʿarevim-Einheiten entstanden in HaSchomer und Palmach. Verteidigungsorganisationen der Juden in Palästina hatten die beduinischen Kämpfer der Region als Vorbild. Mitglieder solcher Einheiten lehnten für sich Bezeichnungen wie Agent oder Spion, aber auch die häufig für Araber oder arabische Juden verwendete Bezeichnung „Schwarze“ ab, da diese als entehrend galten.
Mistaʿarevim trugen manchmal Beduinenkleider und Kopfbedeckungen, sie beherrschten die Sprache im lokalen arabischen Dialekt und kannten das Christentum und vor allem den Islam, seine Gebete und den Koran. Meist waren es orientalische Juden, die in arabischen Ländern geboren und aufgewachsen waren und die in Israel als Mizrachim bezeichnet werden. Freilich durchliefen auch arabische Juden zunächst ein Studium dieser Grundlagen, da sie sprachliche und soziale Feinheiten und die religiösen Einzelheiten des Islam meist dennoch kaum kannten. Die Gesamtheit dieser Kenntnisse wurde intern als תּוֹרַת הַהִסְתַּעְרְבוּת Tōrat haHistaʿervūt, deutsch ‚Wegweiser des Sich-Arabisierens‘ bezeichnet (dt. die Tora von jenem, der als Araber durchgeht).
Zurückgehend auf Schmuʾel Divon, den Berater für Arabische Angelegenheiten unter Ministerpräsident David Ben-Gurion, wurde ab 1956 der Studienbereich der Arabistik stark ausgebaut, da arabischsprachige Mitarbeiter zunehmend fehlten. Divon versprach: „Nach ihrem Armeedienst werden geeignete Absolventen ihre Ausbildung am Institut für Nahoststudien an der Universität fortsetzen.“
In der Ersten Intifada von 1987 bis 1993 waren Mista’aravim an sogenannten „Gezielten Tötungen“ beteiligt. Sie verkleideten sich häufig als Frauen. Auch am Anschlag auf Chalil al-Wazir 1988 in der Nähe von Tunis war ein als Frau verkleideter Mann beteiligt. Die Taten waren ineffektiv, weil der spontane Volksaufstand kein zentrales Kommando hatte, sollen aber einzelne Anschläge verhindert haben. Heute sind die Mistaʿarevim in spezialisierten Einheiten tätig, deren Aktionen der Geheimhaltung unterliegen. Das Erlernen der arabischen Sprache und sozialer Codes beginnt dabei meist erst in der Armee.  

## Einheiten
- Lahav 433 besitzt eine Mistaʿarevim-Untereinheit, die vor allem im Meschullasch operiert.

Yonatan Mendel, Direktor des Zentrums für jüdisch-arabische Beziehungen am Van Leer Jerusalem Institute, nennt zudem die Einheiten:
- Schaked-Kommando (Gaza, 1970er Jahre)[2]
- Schimschon-Division (Gazastreifen, 1980er/1990er, 1994 aufgelöst)[2]
- Hermesch-Einheit (Westjordanland, 1990er Jahre)[2]
- Jechidat Duvdevan (aktuell die Haupt-Mistaʿarevim-Einheit der IDF)[2]
- JAMAS (Einheit der israelischen Grenzschützer)[2]
- Gideʿonim (Einheit der israelischen Polizei)[2]
- Masada (Einheit für israelische Gefängnisse)[2]

## Mistaʿarevim in der Popkultur
Die israelische Fernsehserie Fauda zeichnet ein Bild des Lebens und der Aktivitäten von Mistaʿarevim.